# Gonzalo de Céspedes y Meneses
Pour les articles homonymes, voir Céspedes.
Gonzalo de Céspedes y Meneses, né à Madrid vers 1585 et décédé en 1638, est un écrivain et un historien espagnol.
Son ouvrage le plus connu est le Poema trágico del español Gerardo, y desengaño del amor lascivo, publié en 1615. Il publia également des écrits historiques et politiques, comme Historia apologética en los sucesos del reyno de Aragon, y su ciudad de Zaragoza, años de 91 y 92 en 1622.

## Œuvre
- (es) Poema trágico del español Gerardo, y desengaño del amor lascivo, 1615
- (es) Historia apologética en los sucesos del reyno de Aragon, y su ciudad de Zaragoza, años de 91 y 92, 1622
- (es) Historias peregrinas y exemplares, 1623, recueil de nouvelles. Réédition Clasicos Castalia, Madrid, 1970[1].
- (es) Varia fortuna del soldado Píndaro, 1626, roman picaresque
- (es) Francia engañada, Francia respondida, 1635, pamphletSous le nom de Gerardo Hispano.
- (es) Historia de Felipe IV, 1631